# Вільям Голман Гант
Вільям Голман Гант (англ. William Holman Hunt; 2 квітня 1827 — 7 вересня 1910) — англійський живописець, один із засновників Братства прерафаелітів.

## Біографія
Гант був студентом Королівської академії мистецтв, де познайомився з Мілле і Данте Габріелем Россетті і разом з ними заснував «Братство прерафаелітів».
Спочатку картини Ганта не були особливо популярні, але потім він набуває популярність. Провівши два роки (1854—1855) на Сході, він написав одну з найвідоміших своїх картин — «Світло світу», яка порушила в художній критиці гарячі суперечки. Холман Гант був єдиним, хто до кінця залишився вірним доктрині Братства прерафаелітів і зберіг їх мальовничі ідеали до самої смерті, проте врешті-решт йому довелося кинути живопис через погіршення зору, і остання картина — «Леді Шалотт» — була закінчена помічником, Едвардом Хьюзом. Гант також є автором автобіографій «Прерафаелітізм» (англ. Pre-Raphaelitism) і «Братство прерафаелітів» (англ. Pre-Raphaelite Brotherhood), мета яких — залишити точні відомості про походження Братства та його членів.
Гант одружувався двічі. Після невдалих заручин зі своєю моделлю Енні Міллер він одружився з Фанні Во, яка потім послужила моделлю для Ізабелли. Фанні померла при пологах в Італії і була похована на Англійському цвинтарі у Флоренції поруч з могилою Елізабет Браунінг. Друга дружина Ганта, Едіт, була сестрою Фанні. У ті часи в Англії було незаконно одружитися з сестрою загиблої дружини, і Гант був змушений поїхати для цього за кордон. Це одруження привела до серйозної сварки з іншими членами сім'ї, особливо з його колишнім колегою-прерафаелітом Томасом Вулнером, який був одружений з Еліс, сестрою Фанні та Едіт.

## Галерея

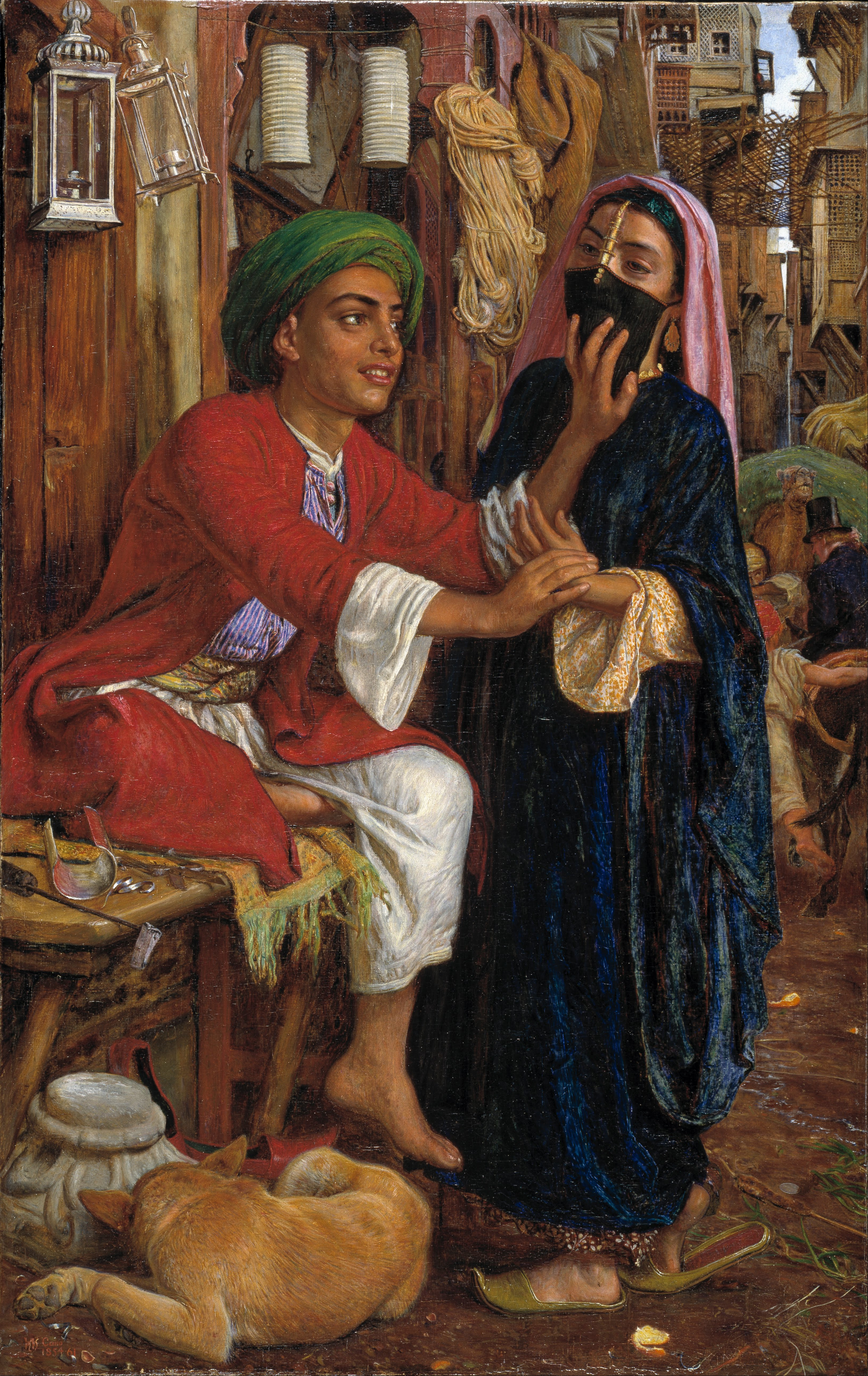
The Lantern Maker's Courtship, A Street Scene in Cairo (1854–56)
The Hireling Shepherd[en] (1851)
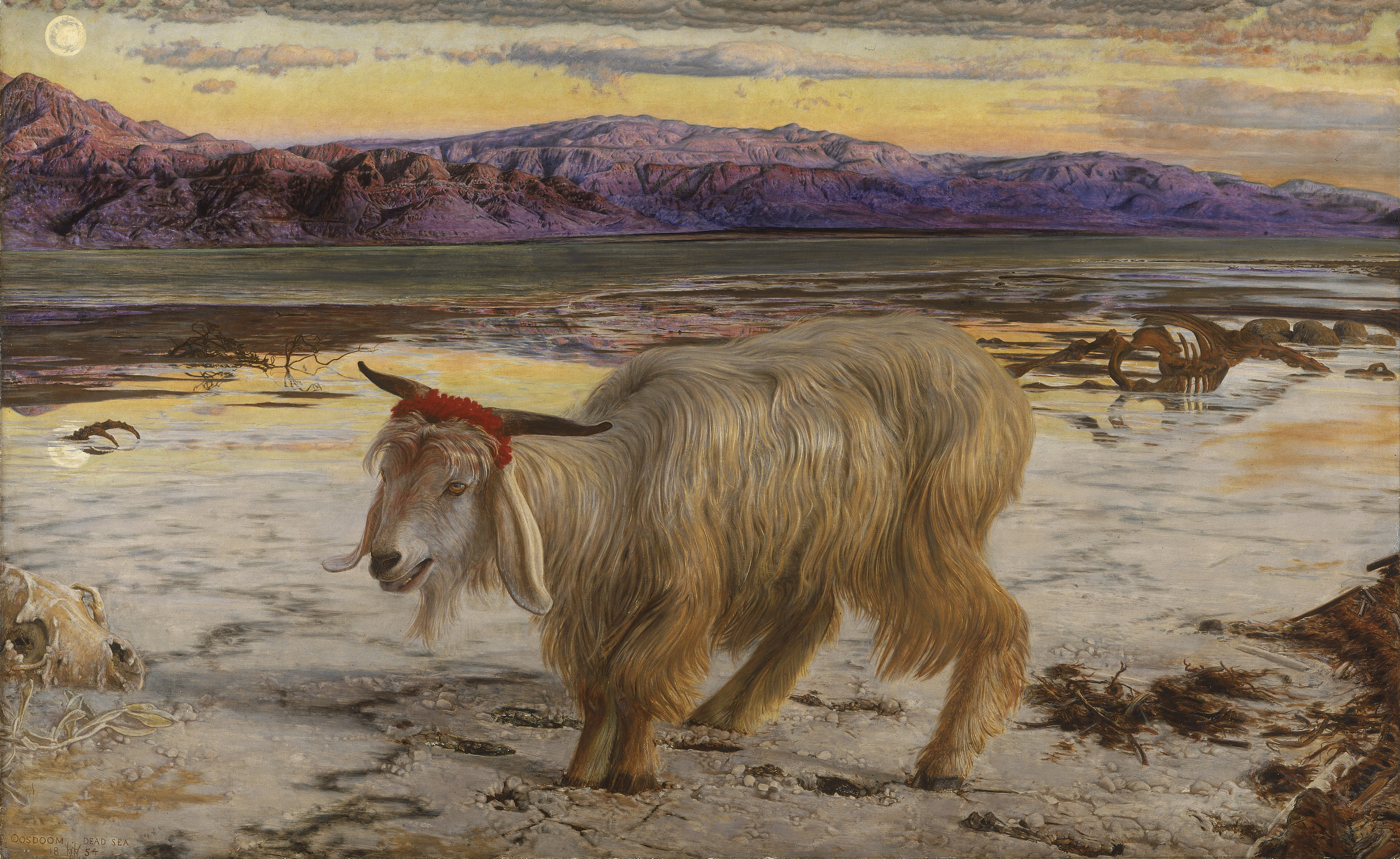
The Scapegoat[en] (1856)
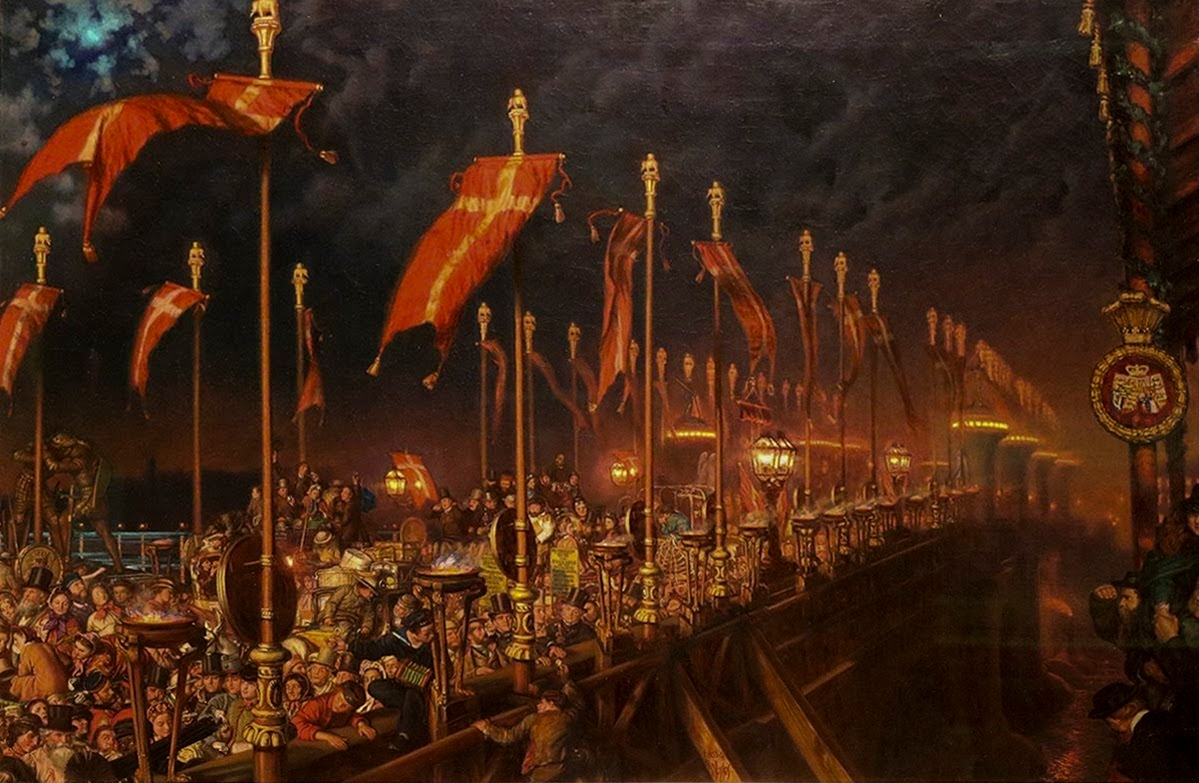
London Bridge on the Night of the Marriage of the Prince and Princess of Wales (1864)
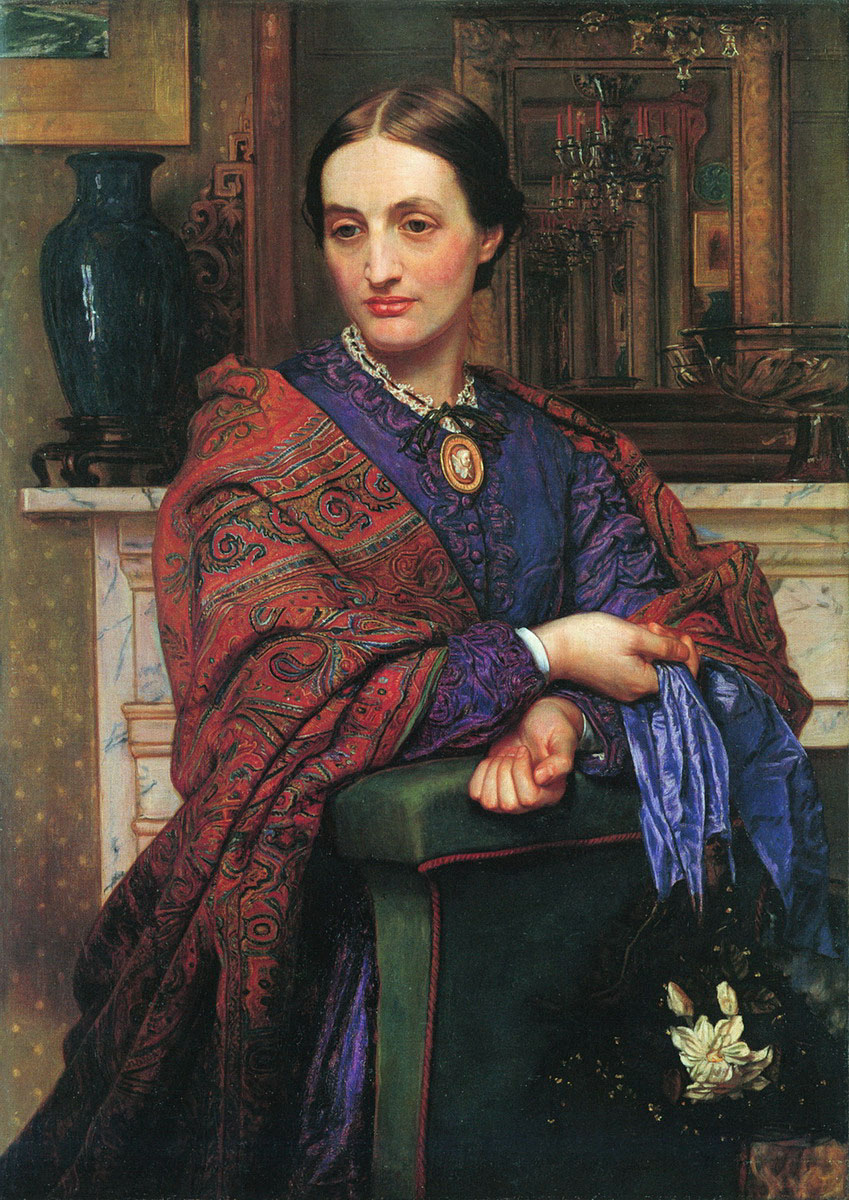
Портрет Фанні Голман Гант (1866–67)
Ізабелла з горщиком базиліку (1868)
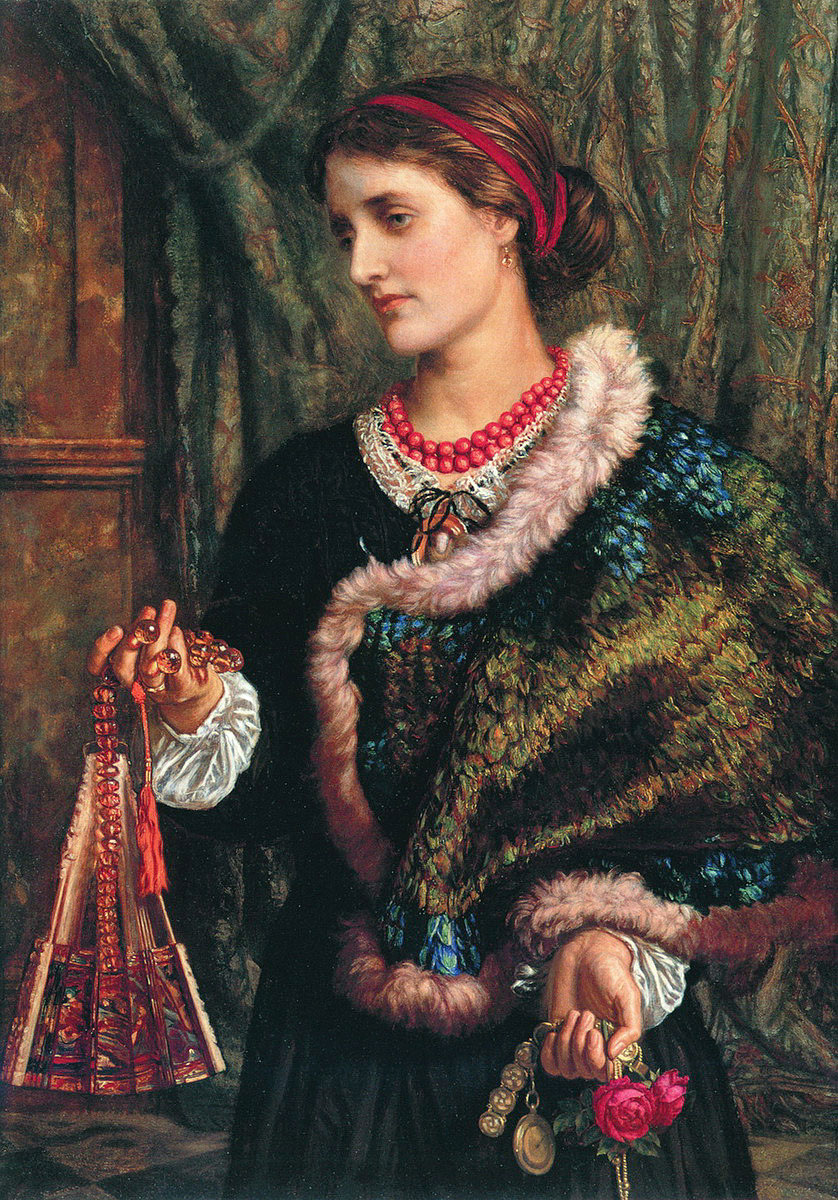
The Birthday (1868)
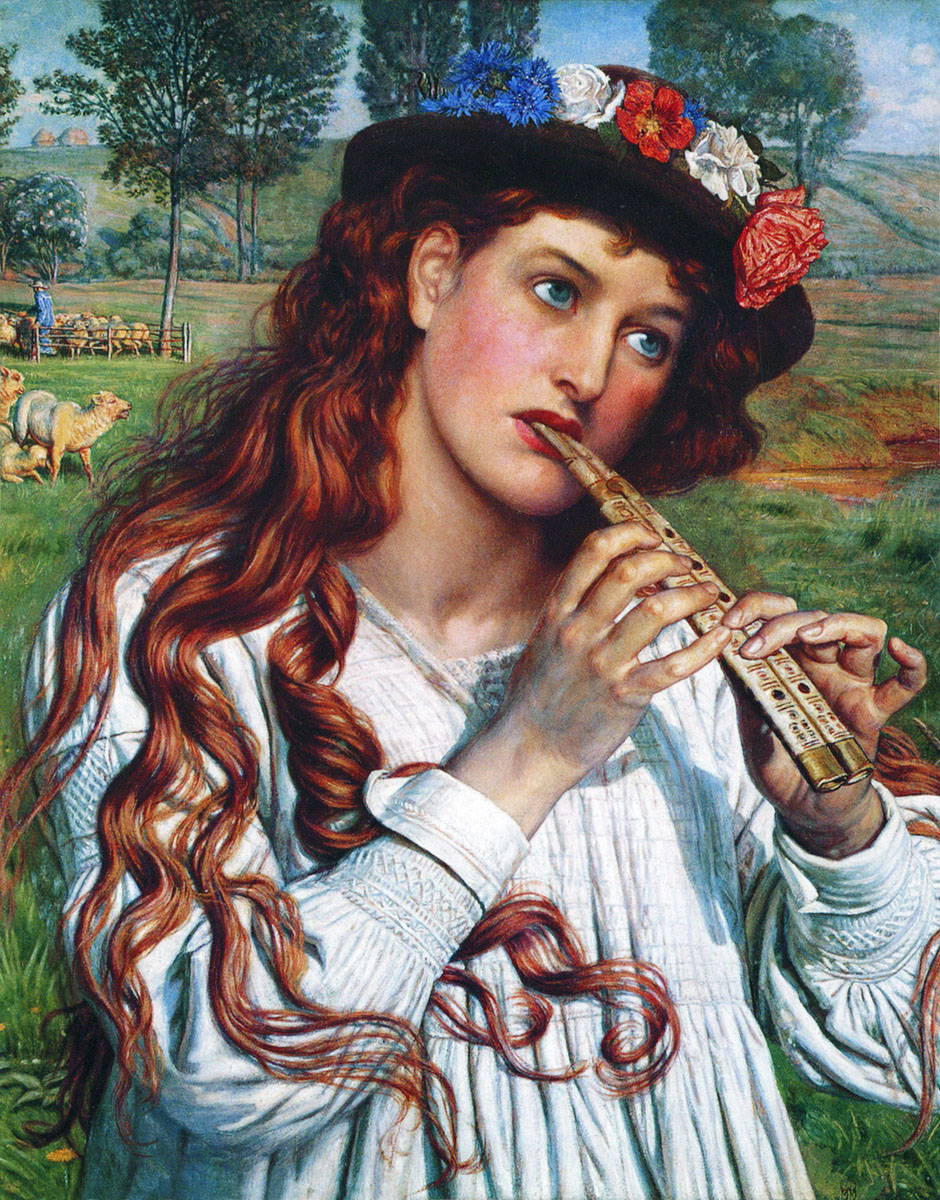
Amaryllis (1884)
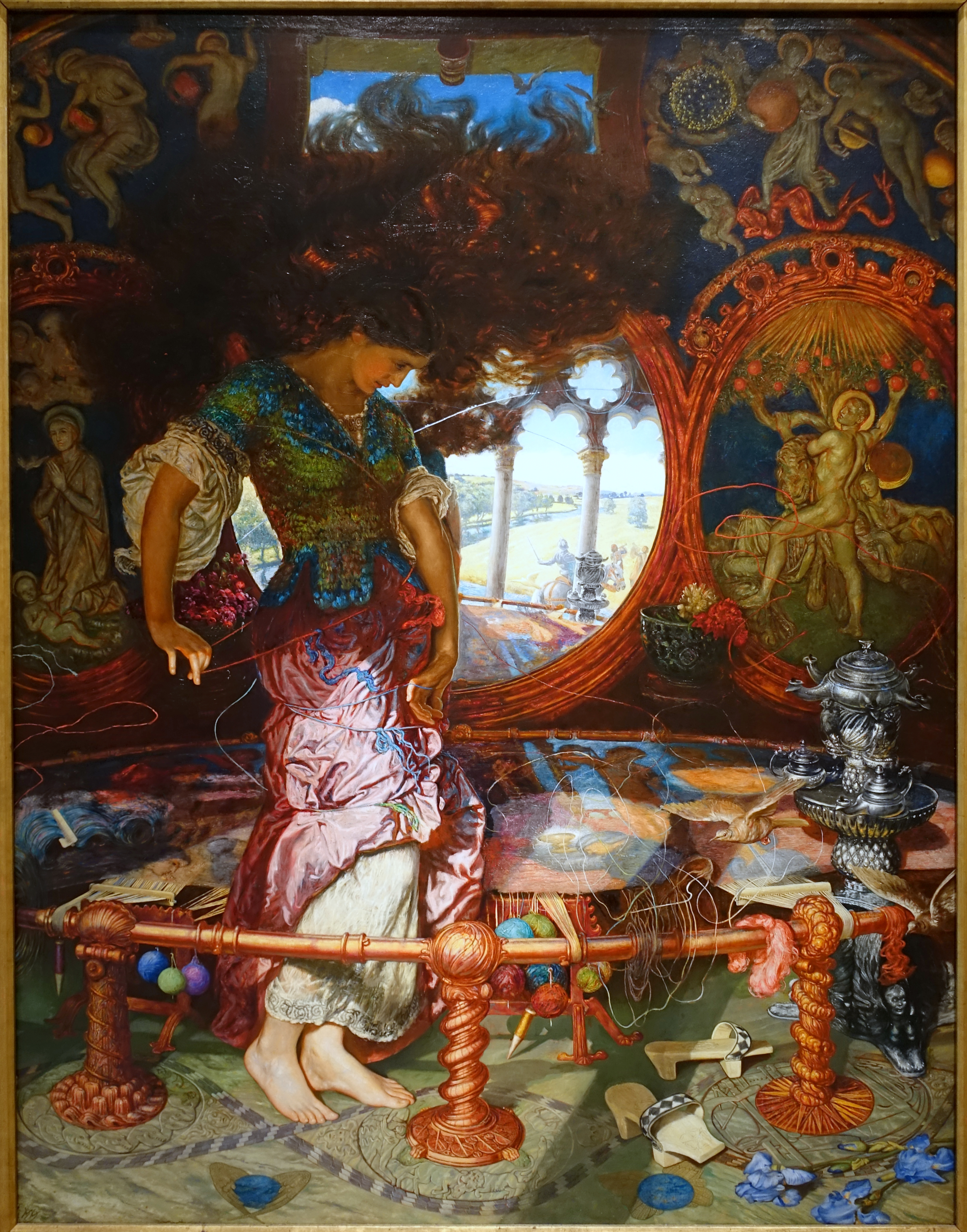
Леді Шалот (між 1888 і 1905)
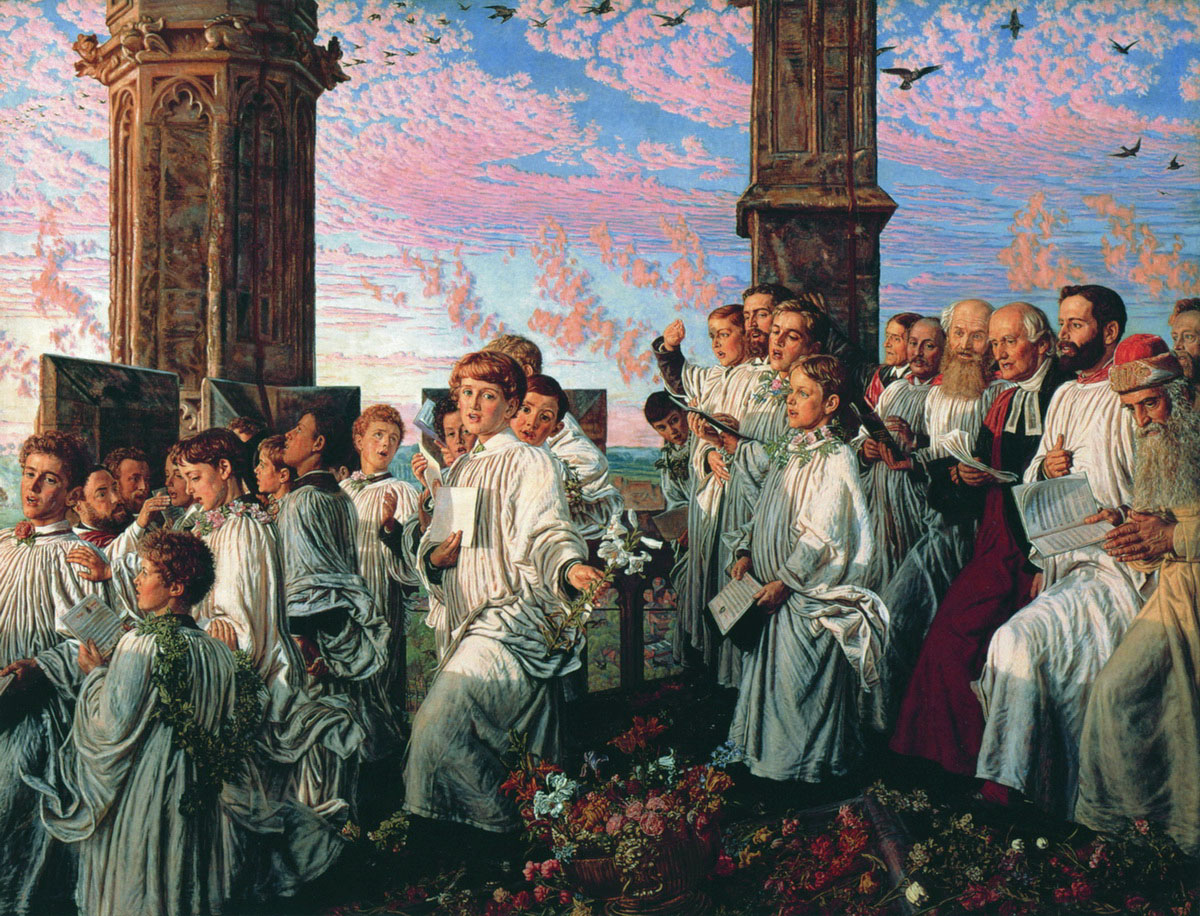
May Morning on Magdalen Tower (1890)
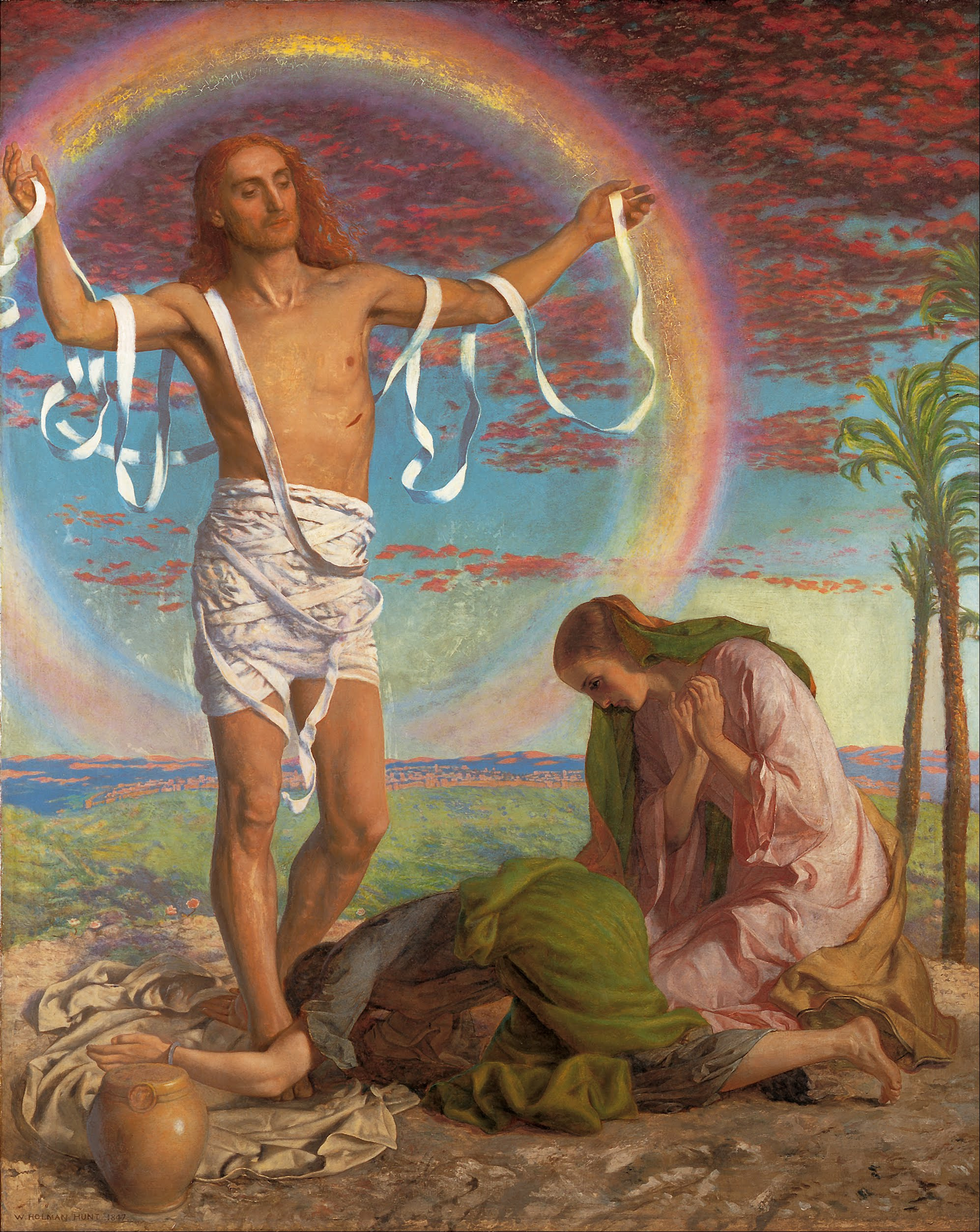
Christ and the two Marys (1847 and 1897)
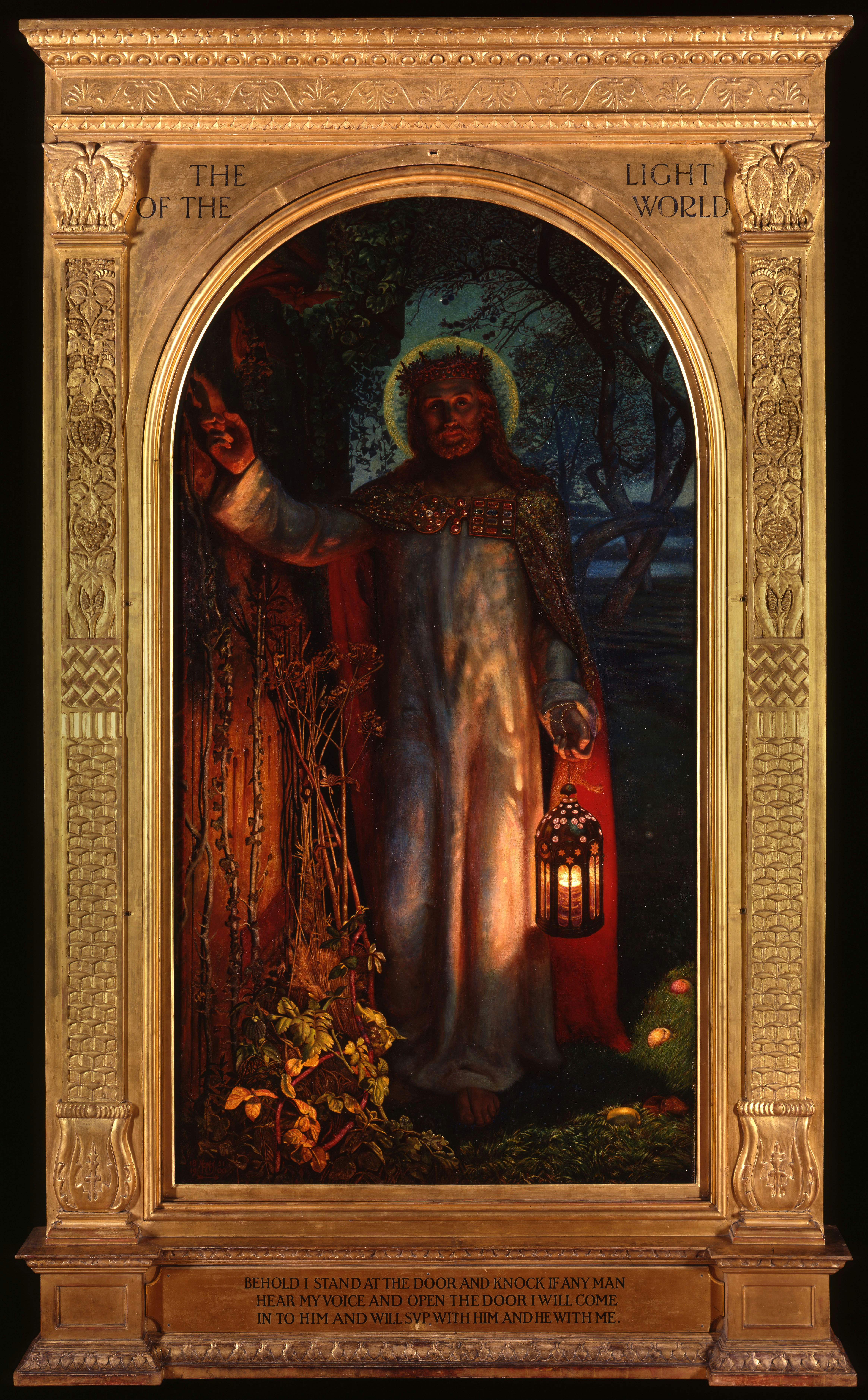
The Light of the World[en] (1851–1854)